# Horse Powertrain
Horse Powertrain es una empresa conjunta dedicada a la producción de sistemas de propulsión de automóviles, incluidos motores de combustión interna y sistemas híbridos. El holding se creó en mayo de 2024 y es propiedad a partes iguales de Renault y Geely (que engloba a Geely Holding y Geely Auto). Tiene su sede en Londres (Reino Unido).
La empresa cuenta con dos filiales principales: Aurobay, una antigua empresa de sistemas de propulsión propiedad de Geely que opera en Suecia y China con 9000 empleados, y Horse, una antigua división de sistemas de propulsión de Renault con 9000 empleados.

## Historia
El proyecto de empresa conjunta se anunció en noviembre de 2022 y recibió el nombre en clave de proyecto Horse por parte de Renault y proyecto Rubik por parte de Geely. Las marcas homónimas del Grupo Renault y Geely serían las primeras en recibir los sistemas de propulsión, que posteriormente se suministrarían a los vehículos de las marcas Dacia, Volvo, Lynk & Co y Proton, así como a los de Nissan y Mitsubishi Motors. El suministro a terceros también forma parte del plan.
En julio de 2023, Renault anunció que había escindido sus operaciones de trenes motrices de motores de explosión e híbridos en una filial con el nombre de Horse, con sede en Madrid (España). Geely se uniría más tarde integrando su división sueca de grupos motopropulsores (Aurobay) y varias operaciones chinas y fusionándolas ambas con Horse en un holding propiedad de Renault y Geely, con Aramco como posible inversor posterior. Ese mismo mes, las dos empresas firmaron un acuerdo vinculante para la creación del holding, con las operaciones de Renault inicialmente con sede en Madrid y las de Geely en Hangzhou. Tanto Geely como Renault transferirían al holding su propiedad intelectual sobre los motores de combustión interna y los sistemas híbridos. El holding debía establecerse e iniciar sus operaciones en la segunda mitad de 2023, a la espera de las autorizaciones regulatorias. Tras varios retrasos reglamentarios, la empresa se estableció oficialmente a finales de mayo de 2024.
El 3 de diciembre de 2024, Aramco adquirió el 10% de Horse Powertrain. La petrolera saudí tendrá un representante en el consejo de administración. 

## Centros de producción

### Aurobay
- China: Baoji, Guiyang, Huzhou (2 factorías: Changxing y Chunxiao), Ningbo, Taizhou, Yiwu y Zhangjiakou.[8]
- Suecia: Skövde.[8]

### Horse
- Argentina: Córdoba.
- Brasil: Curitiba (2 factorías: fabricación y desarrollo).
- Chile: Los Andes.
- España: Madrid (sede central), Sevilla y Valladolid (2 factorías: motores y desarrollo).
- Portugal: Aveiro.
- Rumania: Mioveni y Titu.
- Turquía: Bursa.[9]